# Guardians of the Galaxy (sèrie de televisió)
Guardians of the Galaxy és una sèrie animada de televisió, basada en l'equip de Marvel Comics del mateix nom. Produït per Marvel Television i Marvel Animation. La sèrie s'emet en Disney XD i es va estrenar el 26 de setembre del 2015, mentre que a Llatinoamèrica la seva estrena va ser el 19 de desembre del 2015 durant la Preestrena V.I.P. com a part del bloc Marvel Universe.
Malgrat que serveix com una continuació espiritual de la primera pel·lícula, el director de cinema James Gunn ha declarat que no forma part de l'Univers cinematogràfic de Marvel ni està connectada al llargmetratge o a la seva seqüela.

## Personatges

### Personatges principals
- Will Friedle - Peter Quill / Star-Lord
- Trevor Devall - Rocket
- Vanessa Marshall - Gamora
- Kevin Michael Richardson - Groot
- David Sobolov - Drax el Destructor

### Veus addicionals
- Jonathan Adams - Ronan l'Acusador
- Pamela Adlon - Dt. Raccoon, Sis Raccoon
- Jeff Bennett - Rhomann Dey
- J.B. Blanc - Titus
- Jesse Burch - Nan Negre
- John DiMaggio - Lunatik
- David Fennoy - Korath el Perseguidor
- Brian George - Pyko
- David Kaye - Corvus Glaive
- Tom Kenny - Col·leccionista
- Isaac Singleton Jr. - Thanos
- Jason Spisak - Gran Maestro
- Tara Strong - Nova Prime / Irani Rael, Lucy
- Creï Summer - Nebula, Meredith Quill (primera hora)
- James Arnold Taylor - Yondu, Cosmo el gos espacial, Kraglin
- James Urbaniak - Ebony Maw
- Kari Wahlgren - Proxima Midnight
- Hynden Walch - Supergiant
- Logan Miller - Nova / Sam Alexander
- Fred Tatasciore - Hulk, Max Modell
- Robbie Daymond - Spider-Man / Peter Parker
- Talon Warburton - Campió de l'Univers
- Seth Green - Howard l'ànec
- Marion Ross - Doctora Minerva
- Ming-Na Wen - Phyla-Vell
- Eric Bauza - Adam Warlock
- Jessica DiCicco - Tana Nile